# Bessastaðir
Bessastaðir is de residentie van de IJslandse president en bevindt zich in de gemeente Garðabær (tot 31 december 2012 Álftanes) op het schiereiland Álftanes ten zuidwesten van de hoofdstad Reykjavik. Voor de ambtswoning Bessastaðastofa staat een kerk (Bessastaðakirkja) die publiek te bezichtigen is. 

## Geschiedenis
De eerste bewoners vestigden zich op Bessastaðir omstreeks het jaar 1000. In de 13e eeuw werd het eigendom van IJslands beroemdste skáld Snorri Sturluson, zo blijkt uit de Íslendinga saga van zijn neef Sturla Þórðarson, maar het is onzeker of hij er zelf heeft gewoond. Toen Snorri in september 1241 vermoord werd, confisqueerde koning Haakon IV van Noorwegen de boerenhoeve en richtte die in als fort (Bessastaðaskans) en hoofdkwartier van zijn militaire organisatie in IJsland.
In juli 1627 werd een aanval van Barbarijse slavenhandelaren, aangevoerd door de uit Haarlem afkomstige zeeroverskapitein Jan Janszoon, afgeslagen door de kanonnen van het fort. In de 17e en 18e eeuw was Bessastaðir de residentie van de Deense regeerders van IJsland. Het hoofdgebouw (Bessastaðastofa) werd in de jaren 1761-1766 neergezet als ambtswoning voor de hoge magistraat Magnús Gíslason.
Van 1805 tot 1846 werd het gebruikt als gebouw voor Bessastaðaskóli, het enige gymnasium (Lærði Skólinn, 'geleerdenschool') dat IJsland toen had. Vrijwel de gehele intellectuele bovenlaag van het land werd er opgeleid. Tot de docenten behoorden de dichter en classicus Sveinbjörn Egilsson en de wiskundige en cartograaf Björn Gunnlaugsson.
Na 1846 had Bessastaðir weer een agrarische bestemming, totdat het in 1867 werd gekocht door de dichter en staatsman Grímur Thomsen, die er bijna twee decennia woonde. Later woonden er onder anderen de uitgever en politicus Skúli Thoroddsen en zijn vrouw, de dichteres Theodóra (Guðmundsdóttir) Thoroddsen. Hun achterkleindochter is Katrín Jakobsdóttir, van 2017 tot 2024 de IJslandse premier.

## Presidentiële residentie
In 1940 werd Bessastaðir gekocht door de filmregisseur Sigurður Jónasson, die het een jaar later wegschonk aan de staat. De architect Gunnlaugur Halldórsson verbouwde het woongebouw in modernistische stijl. Het werd de residentie van Sveinn Björnsson, de regent namens koning Christian X, het staatshoofd van het koninkrijk IJsland. Vanaf 1944, toen IJsland een republiek werd, kreeg Bessastaðir de functie van ambtswoning van de president van IJsland, dezelfde Sveinn Björnson.
In 1989-1990, tijdens het presidentschap van Vigdís Finnbogadóttir, werd Bessastaðastofa grondig verbouwd en gemoderniseerd. Sindsdien heeft het geen woonfunctie meer, maar dient het uitsluitend als officiële residentie. Na twintig jaar Ólafur Ragnar Grímsson resideerde er Guðni Th. Jóhannesson sinds de IJslandse presidentsverkiezingen 2016. Hij werd in 2024 opgevolgd door Halla Tómasdóttir.